# 航空ショー

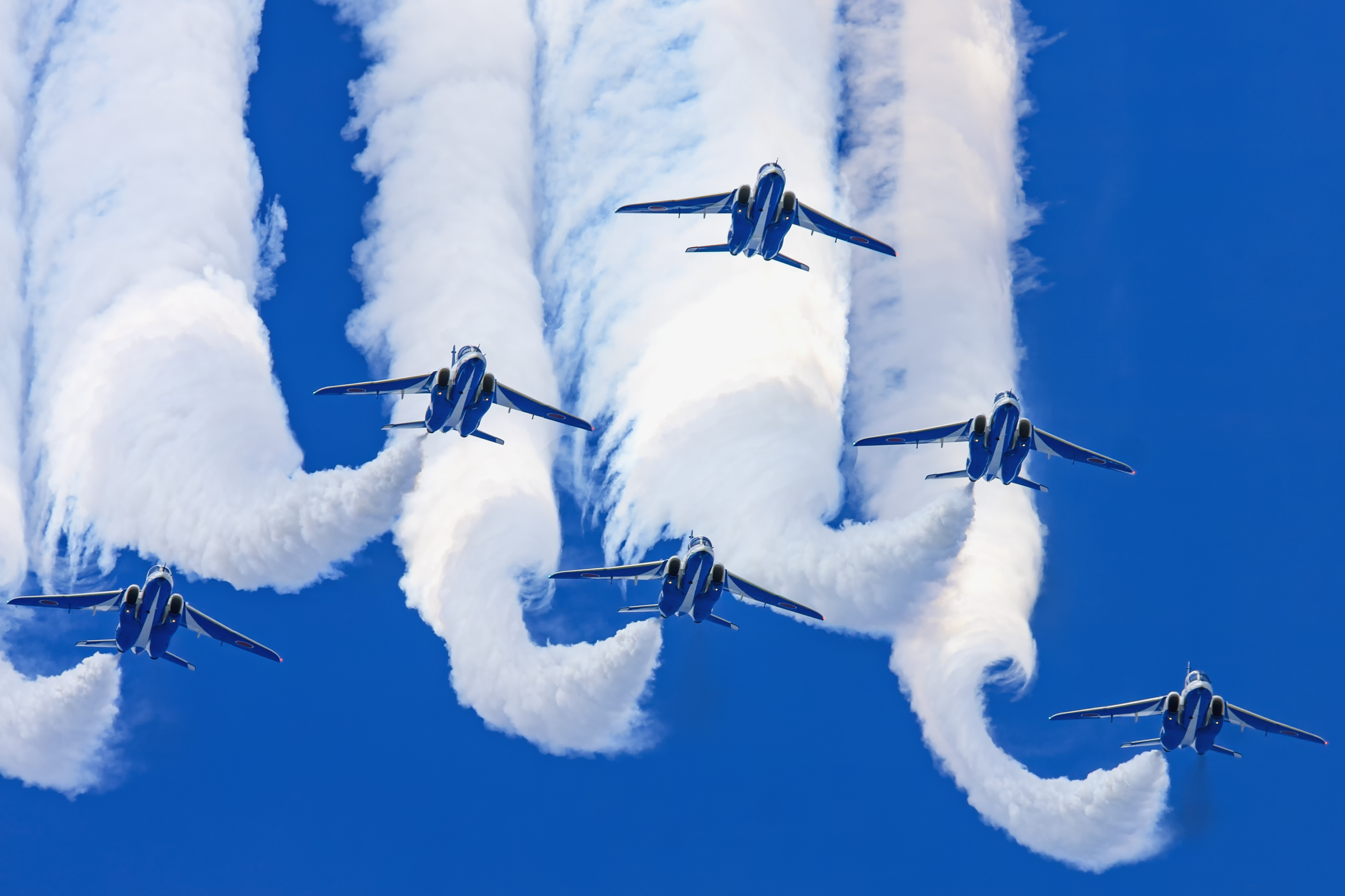
航空自衛隊 第11飛行隊ブルーインパルスによるアクロバット飛行

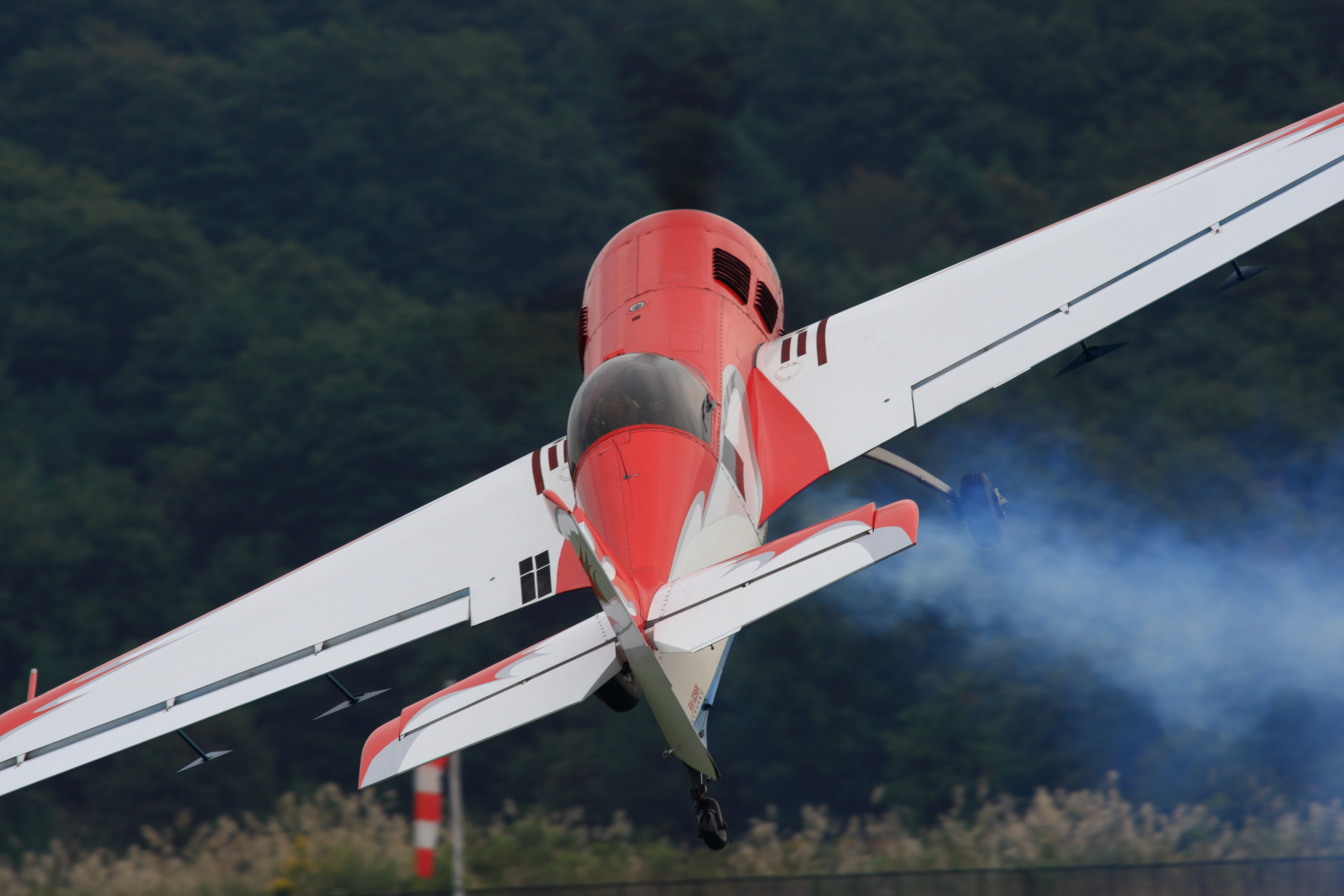
民間アクロバットチームによる飛行

航空ショー（こうくうショー）は航空機をテーマにしたイベント。新型機の見本市（発表と商談）、軍の広報活動などのために行われる。アトラクションとしてアクロバット（曲技飛行）も行われる場合が多く、一般人への公開も行われる。
観客への展示ではなく競技として飛行する曲技飛行の大会（エアレース）は含まれないが、レッドブル・エアレース・ワールドシリーズでは余興として開催国の軍や曲技飛行士、参加選手によるデモ飛行が行われる。

## 欧米
イギリス・ファーンボロー国際航空ショーやフランス・パリ航空ショーなどは商談目的のショーであり、開催中は商談中心のトレードデーと、一般公開されるパブリックデーに分かれており、出展機の数など規模が大きいことで世界的にも知られている。それ以外では各国の軍用飛行場や民間飛行場等で開催されることが多く、各種軍用機、民間機の地上展示、あるいは展示飛行が行われ、年によっては軍の曲技飛行隊による飛行が行われる場合もある。
欧米で行われる航空ショーには、軍の広報活動を目的としたショーの他、上記の様に航空機の販売や宣伝を目的とした見本市としてのショーもあり、その様なショーにおいては航空機の展示の他、各国の航空機メーカーによる説明会や展示ブース等も多数設けられており、メーカーによる顧客（民間企業から軍まで様々）への盛んな製品紹介・販促活動が行われる。その一方で、毎年アメリカ合衆国ウィスコンシン州オシュコシュで開催されるEAAエアベンチャーのように、ホームビルト機を披露しあう（軍も毎年ゲスト参加している）を代表とする民間イベントも多数実施されている。

## 日本

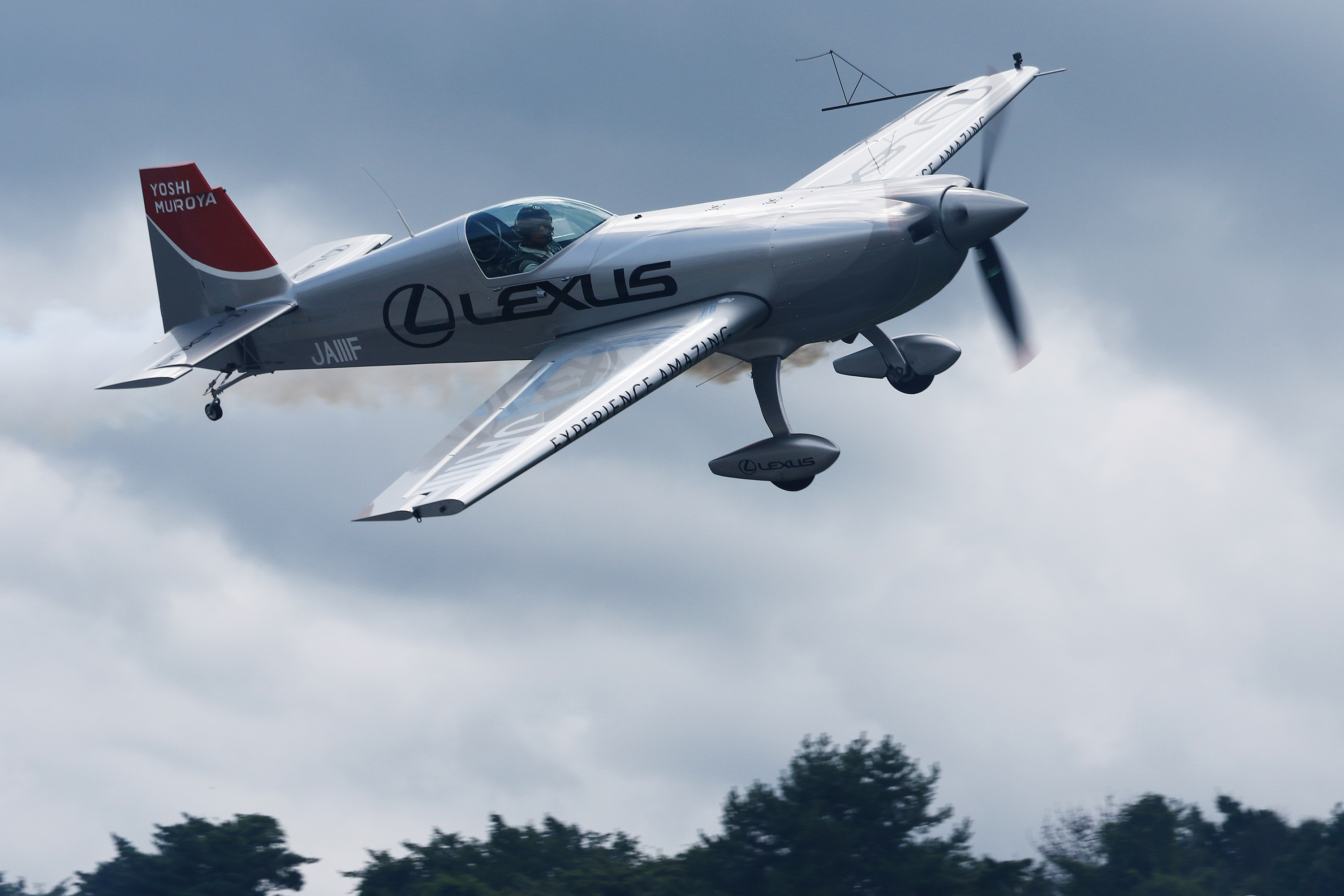
SUPER GTでデモ飛行を行う室屋義秀のEA-300SC（2017年）

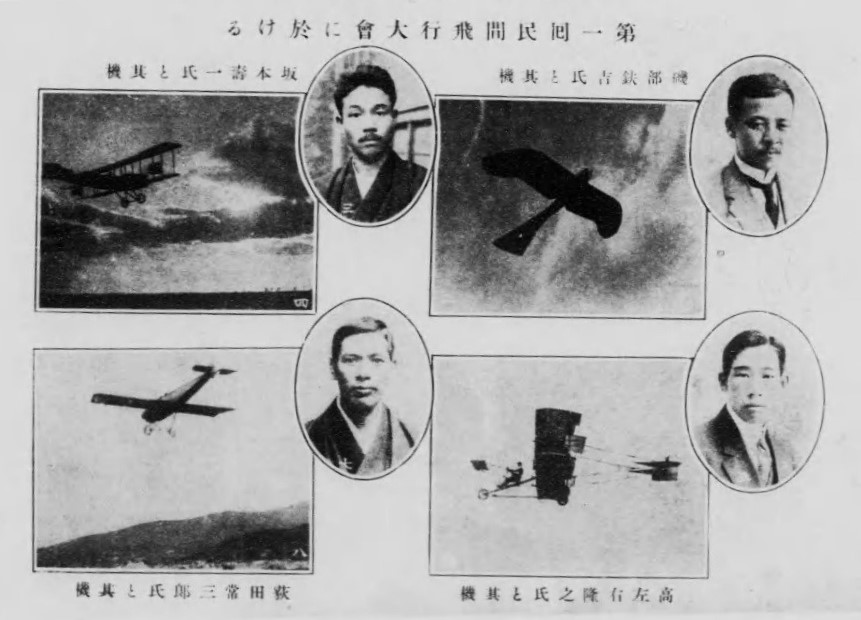
日本初の民間飛行機による航空ショー。大正3年(1914)6月13、14日阪神鳴尾競馬場にて。帝国飛行協会主催

日本の場合は航空自衛隊による航空祭が全国各地の基地で毎年行われ自衛隊機の他、開催基地によってはアメリカ軍機の展示やアクロバット展示飛行チームブルーインパルスによる曲技飛行も行われる。また、海上自衛隊や陸上自衛隊、在日米軍の航空機を運用する基地・駐屯地等においても同様の基地祭を行っている。
日本では、自衛隊で開催される基地祭など自衛隊に対する広報目的で行われるものが多数を占めるが、航空関連団体主催のものや、国土交通省が提唱する空の日（9月20日）関連の行事など、民間航空ショーの開催も増えつつある。近年では室屋義秀などの曲技飛行士が航空祭だけでなく、様々なイベントでフライトを行っている。

## 主な航空ショー

### 南北アメリカ
アメリカ合衆国
- 南部連邦空軍エアショー (テキサス州)
- デイトン国際エアショー (オハイオ州)

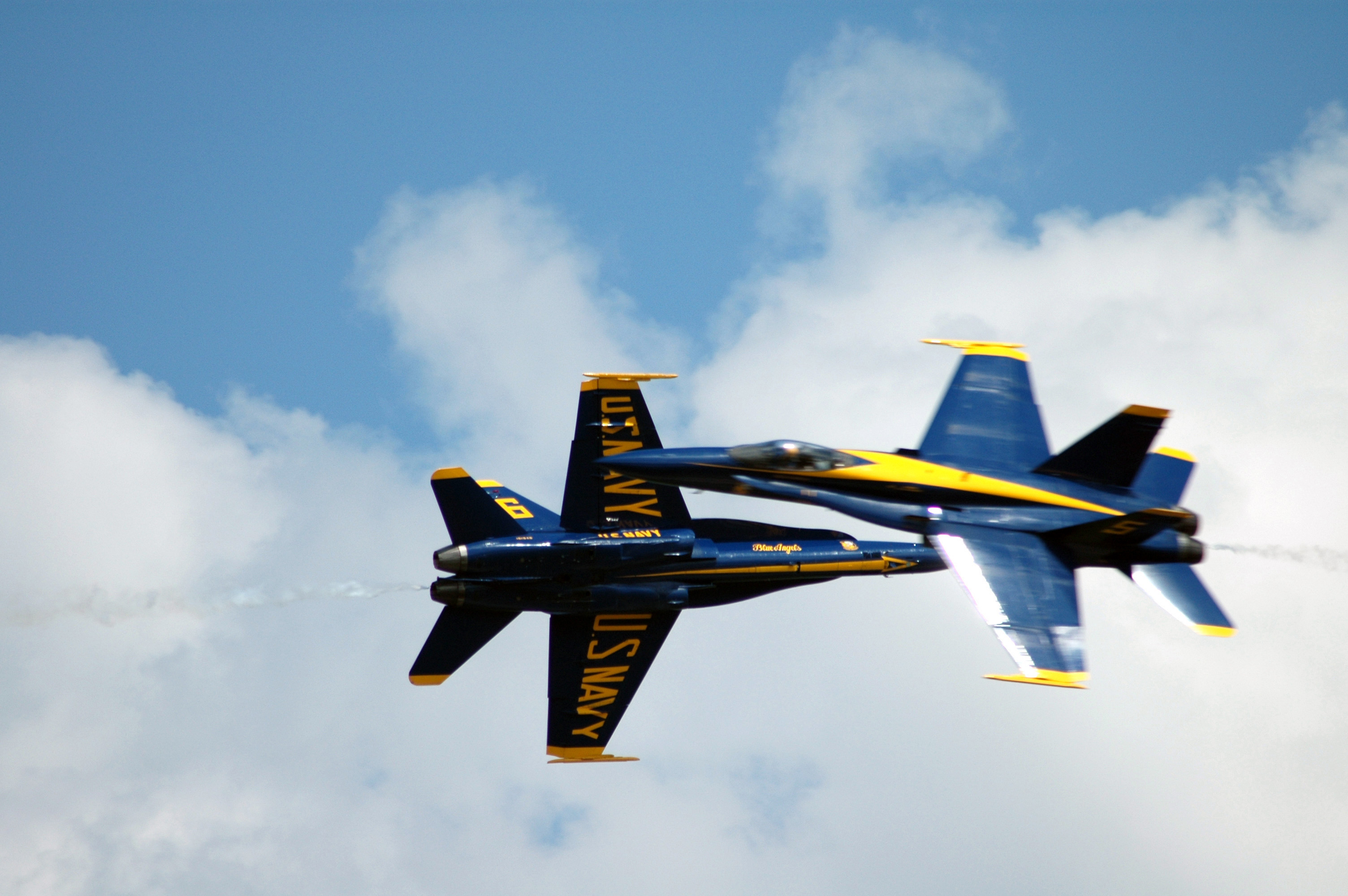
ブルーエンジェルスによるアクロバット飛行

- ミラマー・エアショー (カリフォルニア州)
- オシコシEAA国際フライ・イン大会 (ウィスコンシン州)
- リノ・エアレース (ネヴァダ州)

 カナダ
- カナダ国際エアショー (オンタリオ州)
- アボッツフォード国際エアショー (ブリティッシュコロンビア州)

### ヨーロッパ
イギリス
- ロイヤル・インターナショナル・エアタトゥー（英語版）  (「王立国際軍楽祭」の意味。グロスターシャー州)
- ビギンヒル国際エアショー (ケント州)
- バトル・オブ・ブリデン記念エアショー (ケント)
- ファーンボロー国際航空ショー (ハンプシャー州)
- フライング・レジェンド・エアショー (ケンブリッジシャー州ケンブリッジ)
- シャトルワース・エアショー (ベッドフォードシャー州ベッドフォード)

 フランス

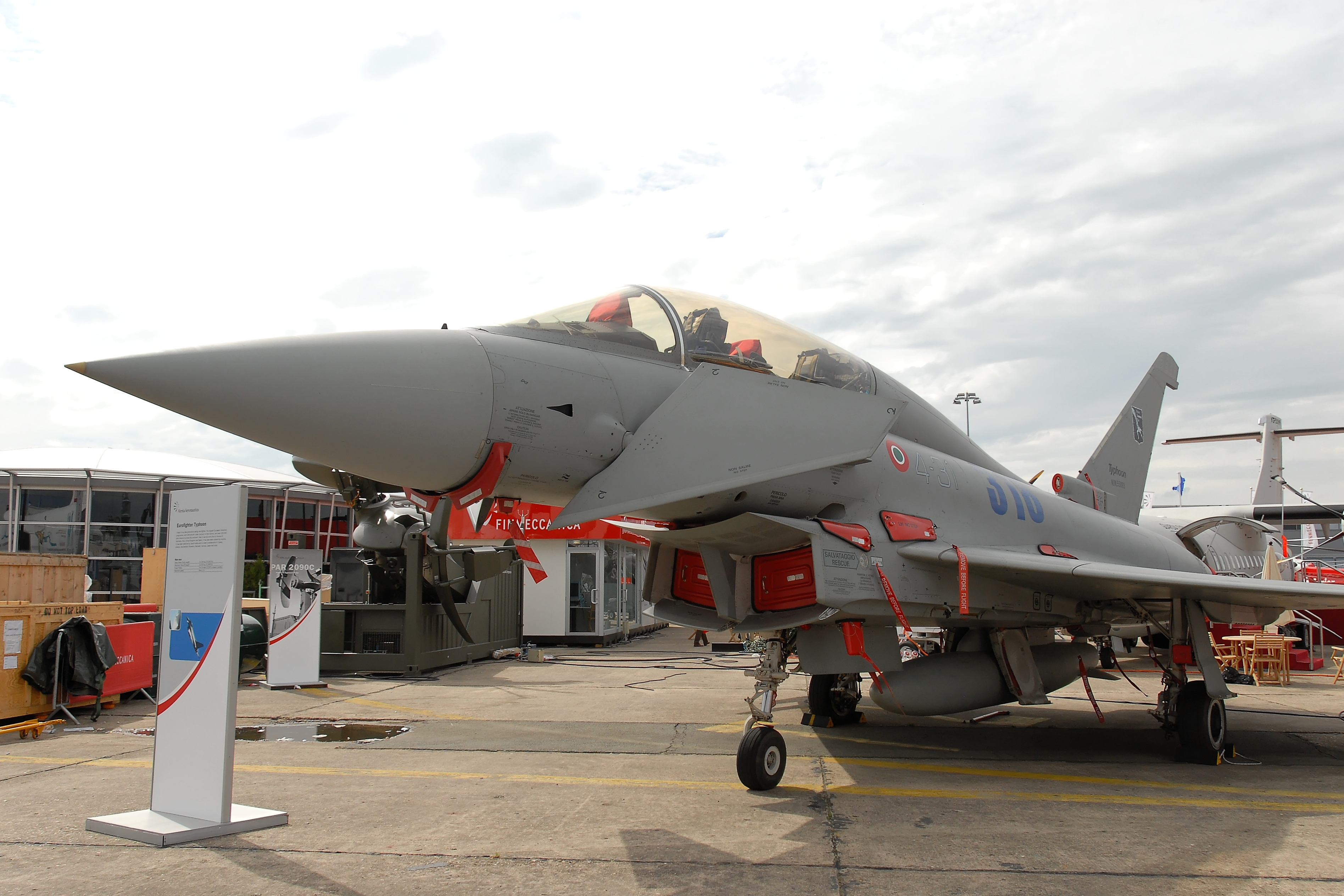
2007年のパリ国際エアショー

- パリ航空ショー (パリにて2年ごとに開催)
- ラフッタレイ・エアショー

 ドイツ
- ベルリン国際航空宇宙ショー (ILA:Internationale Luft- und Raumfahrtausstellung) - ベルリン

 スイス
- ヂュードンベルフ・エアショー
- フリーゲルデモンストラチオン・アクサルプ (標高2250mの山岳地帯にある射撃演習場にて行われる公開訓練)

 ハンガリー
- ハンガリー国際航空ショー（ケチケメート）

 ロシア
- MAKS: モスクワ航空宇宙ショー (モスクワ)

### アジア
日本
- 入間基地航空祭 (埼玉県入間市・狭山市)
- 百里基地航空祭 (茨城県小美玉市)
- 小松基地航空祭 (石川県小松市)

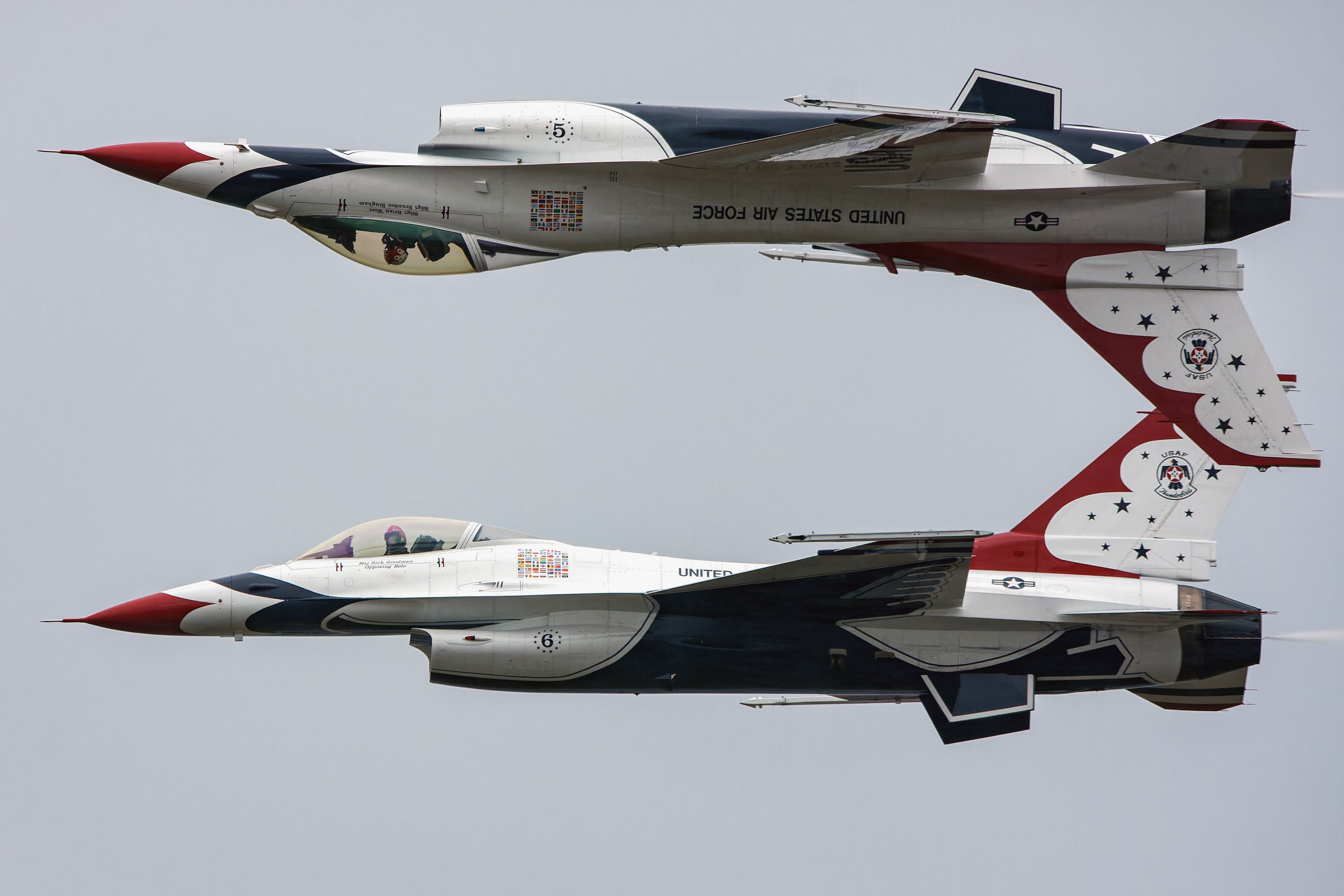
エアフェスタ浜松でのサンダーバーズによるアクロバット飛行

- 岩国基地フレンドシップデー (山口県岩国市)
- 那覇基地航空祭 (沖縄県那覇市)

 中国
- 中国国際航空宇宙博覧会 (広東省珠海市)
- 北京国際航空展覧会(北京、Beijing Aviation Expo)
- アジアン・エアロスペース（英語版） (香港：(以前はシンガポール)）

 中華民国（台湾）
- 台湾空軍航空祭 (台湾各地)

 韓国
- ソウルエアショー (京畿道城南市)

 マレーシア
- ランカウイ海事航空展覧会（ランカウイ島）

 シンガポール
- シンガポール・エアショー (シンガポール)

 インド
- エアロインディア (バンガロール)

 アラブ首長国連邦
- ドバイ航空ショー（ドバイ）

### オセアニア
オーストラリア
- オーストラリア国際エアショー (ビクトリア州ジーロング)

## その他国内の航空ショー
- 千歳基地航空祭（北海道千歳市）
- 三沢基地航空祭（青森県三沢市）
- 八戸航空基地航空祭（青森県八戸市）
- 松島基地航空祭（宮城県東松島市）
- 木更津駐屯地航空祭（千葉県木更津市）
- 岐阜基地航空祭（岐阜県各務原市）
- 小牧基地航空祭（愛知県小牧市）
- 静浜基地航空祭（静岡県焼津市）
- エア・フェスタ浜松（静岡県浜松市）
- 明野駐屯地航空祭（三重県伊勢市）
- 美保基地航空祭（鳥取県境港市・米子市）
- 防府北基地航空祭（山口県防府市）
- 築城基地航空祭（福岡県築上郡築上町）
- 芦屋基地航空祭（福岡県遠賀郡芦屋町・岡垣町）
- 大村航空基地航空祭（長崎県大村市）
- 目達原駐屯地航空祭（佐賀県神埼郡吉野ヶ里町）
- 高遊原分屯地航空祭（熊本県上益城郡益城町）
- 新田原基地航空祭（宮崎県児湯郡新富町）
- 鹿屋航空基地航空祭（鹿児島県鹿屋市）
- スカイスポーツ国際交流フェスティバル（福島県福島市、ふくしまスカイパーク）
- スカイフェスタ（日本国内の各空港持ち回り開催）
- スカイ・レジャー・ジャパン（各都道府県持ち回り開催）
- 国際航空宇宙展（隔年開催される）